# Rathaus (Sulzbach-Rosenberg)

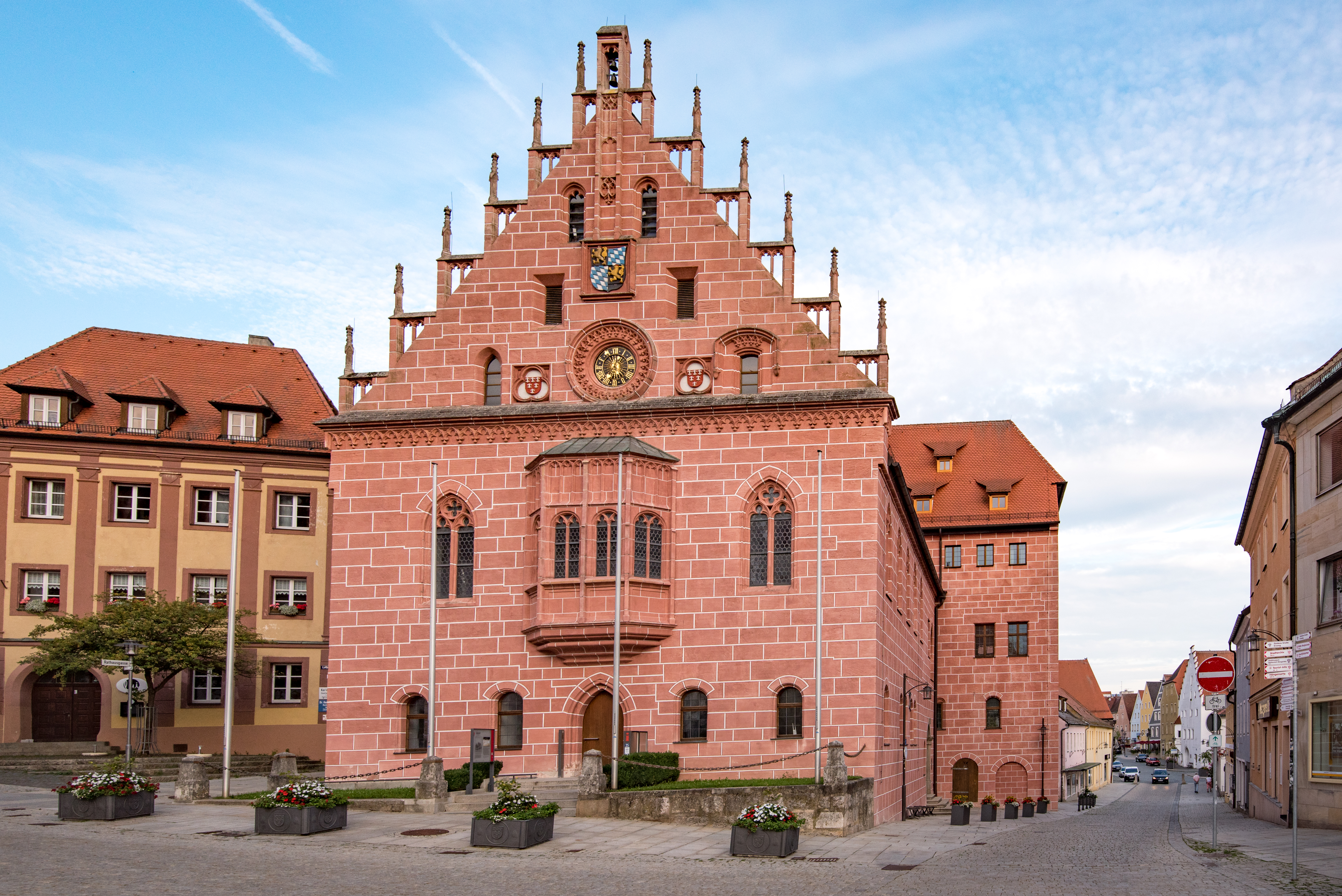
Rathaus Sulzbach-Rosenberg

Das Rathaus, ein denkmalgeschütztes Bauwerk steht in Sulzbach-Rosenberg, einer Stadt im Landkreis Amberg-Sulzbach in der Oberpfalz. Das Bauwerk ist unter der Denkmalnummer D-3-71-151-80 als Baudenkmal in die Bayerische Denkmalliste eingetragen.

## Beschreibung
Das Rathaus wurde 1456–64 als Massivbau aus Quadermauerwerk erbaut. Der Gebäudekomplex besteht aus einem zweigeschossigen Gebäude, dessen durchbrochener Staffelgiebel der Fassade mit Fialen bekrönt ist, und einem querstehenden schlichten Gebäudetrakt im Südosten, der später aufgestockt wurde. Über dem Portal befindet sich ein Erker. Im Keller liegt das Gefängnis des Vorgängerbaus.